# Pogostemon stocksii
Pogostemon stocksii là một loài thực vật có hoa trong họ Hoa môi. Loài này được (Hook.f.) Press miêu tả khoa học đầu tiên năm 1982.